# Vlag van Baranya

Vlag van Baranya
(ratio 1:2)

De vlag van Baranya werd op 27 mei 1991 aangenomen als de vlag van de Hongaarse comitaat Baranya. De vlag bestaat uit een groen veld met het wapen in het midden en daaronder de gouden tekst baranya megye.
Het wapen is nagenoeg gelijk aan het oude wapen van de comitaat. Het werd in 1694 aan Baranya verleend door keizer Leopold I, vijf jaar nadat Baranya bevrijd werd van de Turkse overheersing. De burcht is dan ook waarschijnlijk een symbool voor Baranya als grensgebied, daar toen het gebied ten oosten van Baranya nog in Ottomaanse handen was. De letters L en J op het gekroonde schild in de burchtopening staan voor keizer en koning Leopold Josef. De menselijke figuren zijn de Bijbelse Jozua en Kaleb, de door Mozes uitgezonden verkenners in Kanaän: “... en probeer vooral ook vruchten uit het land mee te nemen”. De grote tros druiven, die slechts door twee man gedragen kon worden, staat voor de vruchtbaarheid van het land Baranya. Het schild wordt geflankeerd door een olijfen een palmtak.